# Kenan Hasagić
Kenan Hasagić, né le 1er février 1980 à Kakanj, est un footballeur bosnien évoluant au poste de gardien de but.
Il est le gardien titulaire de l'équipe de Bosnie-Herzégovine de football de 2003 à 2011. 

## Biographie

### En club
Kenan Hasagić dispute plus de 150 matchs en première division turque avec les clubs d'Altay Izmir, de Gaziantepspor et d'İstanbul B.B.
Avec l'équipe du Željezničar Sarajevo, il joue 4 matchs en Ligue des champions, et 6 en Coupe de l'UEFA.

### En équipe nationale
Kenan Hasagić reçoit 43 sélections en équipe de Bosnie-Herzégovine (44 selon les sources) entre 2003 et 2011.
Il joue son premier match en équipe nationale le 7 septembre 2002, lors d'une rencontre face à la Roumanie comptant pour les éliminatoires de l'Euro 2004. Il reçoit sa dernière sélection le 11 octobre 2011, à l'occasion d'un match contre l'équipe de France, dans le cadre des éliminatoires de l'Euro 2012.
Il participe avec l'équipe de Bosnie-Herzégovine aux qualifications pour la coupe du monde 2006 (6 matchs joués), et aux qualifications pour le mondial 2010 (à nouveau 6 matchs joués).

## Palmarès
- Vainqueur de la Coupe de Bosnie-Herzégovine en 2003 avec le Željezničar Sarajevo